# Palacio Pereda
Palacio Pereda és una antiga mansió localitzada a la Plaça Carlos Pellegrini, al principi de l'Avinguda Alvear, a Buenos Aires. Localitzada al número 1130 del Carrer Arroyo, va ser construïda per al metge i hisendat Celedonio Tomàs Pereda (1860-1941) i la seva muller Maria Justina Girat, membre d'una família de grans terratinents, i és actualment la residència de l'Ambaixador de Brasil a Buenos Aires i seu de l'Espai Cultural de l'Ambaixada.
El notable conjunt urbà format pel Palau i els seus voltants reflecteixen, com pocs llocs a Buenos Aires, la forta influència exercida per l'arquitectura francesa a l'Argentina, especialment durant les primeres dècades del segle xx. Col·laboren per reforçar la tonalitat parisenca del lloc el traçat irregular dels carrers del sector i la indubtable imatge francesa de diverses residències particulars, imponents i d'admirable disseny.